# Relação de emprego
A relação de emprego, ou o vínculo empregatício, é um fato jurídico que se configura quando alguém (empregado ou empregada) presta serviço a uma outra pessoa, física ou jurídica (empregador ou empregadora), de forma subordinada, pessoal, não eventual e onerosa. Essa relação geralmente é baseada num contrato em que uma das partes é o empregado remunerado pela outra parte, que é a empregadora, podendo ser uma corporação com fins lucrativos, organização sem fins lucrativos, cooperativas ou qualquer outra entidade que empregue um indivíduo.
Ter um emprego, não só constitui o principal recurso com que conta a maioria das pessoas para suprir as suas necessidades materiais, como também lhes permite a plena integração social. Por isso, a maior parte dos países reconhece o direito ao trabalho como um dos direitos fundamentais dos cidadãos. Emprego é a função e a condição das pessoas que trabalham, em caráter temporário ou permanente, em qualquer tipo de atividade econômica, remunerada ou não. Por desemprego entende-se a condição ou situação das pessoas incluídas na faixa das "idades ativas" (em geral entre 18 e 65 anos), que estejam, por determinado prazo, sem realizar trabalho em qualquer tipo de atividade econômica, remunerada ou não. As possibilidades de emprego que os sistemas econômicos podem oferecer em certo período, relacionam-se com a capacidade de produção da economia, com as políticas de utilização dessa capacidade e com a tecnologia empregada na produção.
Os economistas clássicos entendiam que o estado de pleno emprego dos fatores de produção (entre eles o trabalho) era normal, estando a economia sempre em equilíbrio. John Stuart Mill dizia: "Se pudermos duplicar as forças produtoras de um país, duplicaremos a oferta de bens em todos os mercados, mas ao mesmo tempo duplicaremos o poder aquisitivo para esses bens." Dentro dessa linha de ideias, o aparecimento de desempregados em certas épocas era explicado como a resultante de um desajustamento temporário. O ajustamento (ocupação da força de trabalho desempregada) ocorreria quando os trabalhadores decidissem aceitar voluntariamente os salários mais baixos oferecidos pelos empresários. Já nos termos da análise marxista, em seu conjunto de crítica à economia política, na ordem societária do capital, o desemprego constitui um fenômeno necessário e constante dadas às características da acumulação competitiva, que, ao requerer aumento nas taxas de produtividade do trabalho e inovações tecnológicas, resulta no descarte contínuo de mão de obra.

## Características
- Subordinação jurídica: o empregado não controla a forma da prestação de serviço, que se insere na estrutura da atividade econômica desenvolvida pelo(a) empregador(a).
- Pessoa física: o serviço somente é prestado por pessoa física para ser caracterizado como relação de emprego e protegido pela legislação trabalhista, o serviço prestado por pessoa jurídica é tutelado pelo direito civil.
- Pessoalidade: a prestação do serviço é incumbência de uma pessoa física específica, cuja substituição é relevante.
- Não eventualidade: o serviço é prestado de forma contínua, reiterada, permanente ou constante, e não se esgota com a própria execução.
- Onerosidade: a prestação de serviço não é gratuita, e acontece por meio da contraprestação em dinheiro ou outras formas de pagamento.
- Legitimidade: em geral, o emprego é regido por leis ou regulamentos de trabalho e/ou contratos legais.

## Sujeitos da relação empregatícia

### Empregador

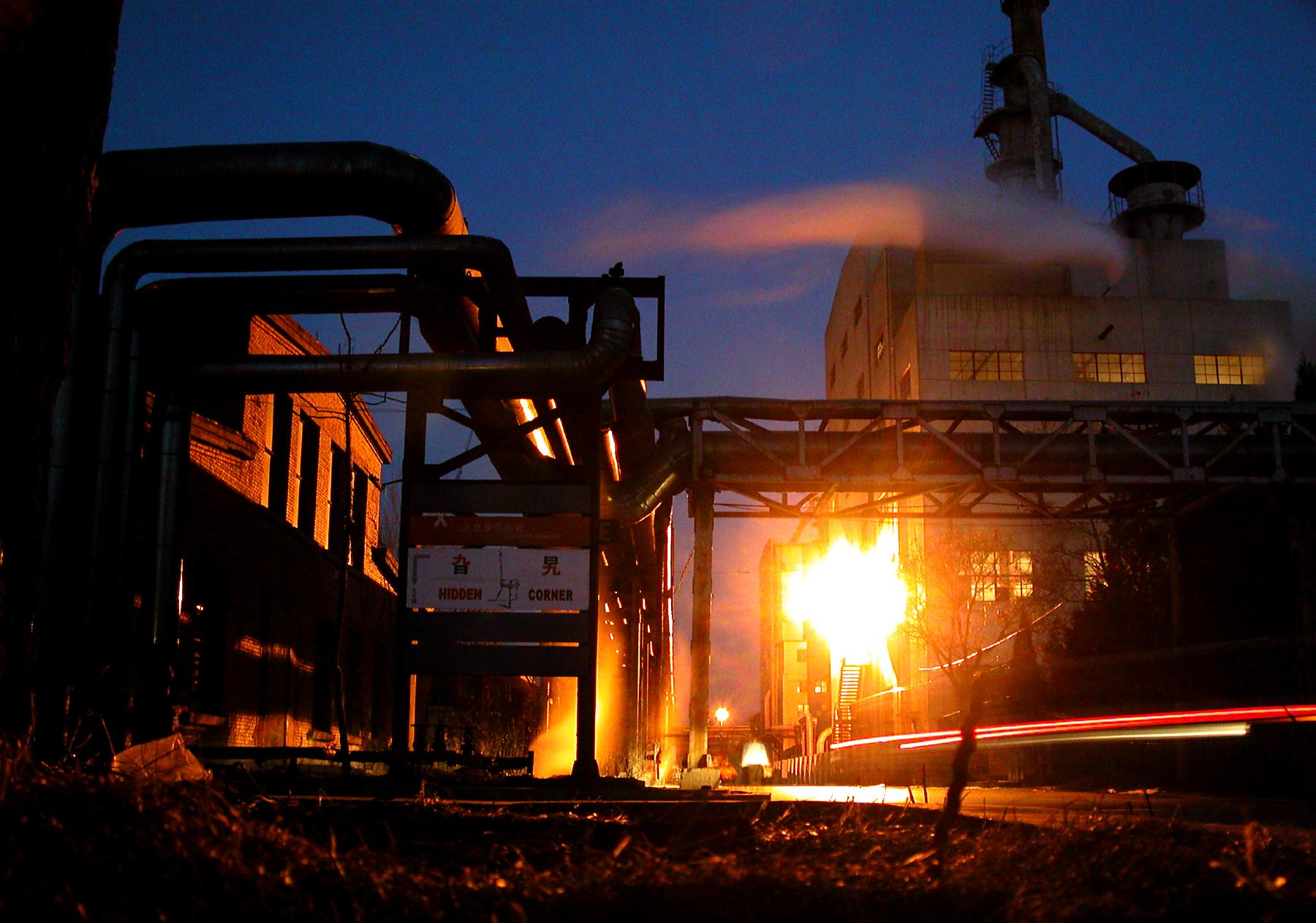
Indústria: foi a maior empregadora do século XIX, hoje superada pelo setor de serviços

Empregador é a pessoa física ou jurídica que contrata alguém para lhe prestar serviço como empregado.
Conforme a conceituação do art. 2.º da Consolidação das Leis do Trabalho do Brasil, o empregador pode ser uma empresa, o próprio Estado, os empregadores domésticos e as instituições sem fins lucrativos (sindicatos, ONGs etc.).
O maior empregador da atualidade é o setor de serviços, ultrapassando o comércio, a indústria, e o setor agropecuário, que já foram os maiores empregadores em distintas épocas da humanidade.[carece de fontes?]
A lei confere ao empregador certas prerrogativas sobre o trabalho do empregado, que consistem no seu poder diretivo, que lhe permite fixar tarefas, designar a realização de horas extraordinárias (nos devidos limites), escolher a época da concessão das férias do empregado, fixar metas, controlar a efetiva realização do trabalho, impor sanções, rescindir unilateralmente o contrato quando lhe for conveniente, entre outras, respeitados os direitos previstos em lei e na Constituição.
Outros exemplos de direitos previstos na constituição que o empregador deve garantir aos seus empregados são relacionados a questões como a necessidade de pagamento de uma indenização compensatória ou seguro-desemprego caso não haja justa causa para efetuar uma despedida arbitrária, superioridade de salários em casos específicos como trabalhos noturnos, teto de carga horária de quarenta e quatro horas semanais e oito horas por dia de trabalho, aviso prévio de no mínimo trinta dias e seguro contra acidentes de trabalho.
Por outro lado, cabe ao empregador o ônus de assumir integralmente o risco do negócio, fornecer ao empregado todos os instrumentos a fim da realização das tarefas, disponibilizar equipamentos de proteção individual, pagar o salário e os encargos sociais, além de outros deveres previstos em lei.

### Empregado
Empregado é a pessoa contratada para prestar serviços para um empregador, numa carga horária definida, mediante salário, que pode ser realizado por horas trabalhadas ou trabalho entregue. Empregados de algumas áreas ou setores também podem receber gratuidades, bônus no pagamento ou até mesmo receber ações de empresas em parte do salário. O serviço necessariamente tem de ser subordinado, qual seja, o empregado não tem autonomia para escolher a maneira como realizará o trabalho, estando sujeito às determinações do empregador. O conceito de empregado encontra-se previsto no art. 3.º da Consolidação das Leis do Trabalho. Em resumo, o artigo citado estipula que para ser empregado, o sujeito deve ser pessoa física e trabalhar de forma não eventual, mediante remuneração, com subordinação e pessoalidade. A relação entre o empregado e o empregador é denominada relação de emprego.
Apesar da subordinação, o empregado tem uma série de direitos, como por exemplo, as férias, a gratificação natalina (também chamado 13º salário), o aviso prévio, licença maternidade, entre outros. No caso de rescisão de contrato de trabalho, é necessário aviso prévio de trinta dias, podendo o empregador dispensar o empregado de cumpri-lo. Quando o empregador rescinde o contrato, o empregado tem direito a verbas rescisórias, aviso prévio, décimo terceiro salário proporcional, férias vencidas e proporcionais e 40% do valor depositado no FGTS (Fundo de Garantia do Tempo de Serviço). Quando o empregado rescinde o contrato, o mesmo deve anunciar o aviso prévio ao empregador e trabalhar durante o período, caso não for dispensado, tendo direito somente ao décimo terceiro salário proporcional e às férias vencidas.

#### Benefícios do empregado
Em alguns tipos de emprego, os empregados podem receber benefícios, que são várias compensações não salariais fornecidas ao empregado, além de seus salários. Os benefícios podem incluir: alojamento (fornecido pelo empregador ou pago pelo empregador), seguro de grupo (saúde, assistência odontológica, vida, etc.), renda por invalidez, aposentadoria, creche, reembolso de mensalidade, licença por doença, férias (remuneradas ou não), previdência social, participação nos lucros, comissão por vendas, financiamento de educação e outros benefícios especializados. Em alguns casos, como os trabalhadores empregados em regiões remotas ou isoladas, os benefícios podem incluir refeições. Os benefícios dos empregados podem melhorar a relação entre empregado e empregador e reduzir a rotatividade de empregados.